# الحنايا الرومانية جامة
الحنايا الرومانية جامة هو معلم أثري تونسي مصنف من قبل المعهد الوطني للتراث يقع في ولاية سليانة في الشمال الغربي التونسي، تحديدا في مدينة جامة تم تصنيف المعلم في يوم 19 مارس 1894 .

## مقالات ذات صلة
- قائمة المعالم الأثرية المصنفة في تونس